# ليتل ورفرد (تشيشير)
ليتل ورفرد (بالإنجليزية: Little Warford)‏ هي قرية وأبرشية مدنية تقع في المملكة المتحدة في إنجلترا. يقدر عدد سكانها بـ 275 نسمة .